# Gråböle
Gråböle (finska Kraila) är en by i den tidigare kommunen Finby, numera i Salo stad. Byn var den sydligaste byn i Finby på själva fastlandet och ligger vid skärgårdshavet på gränsen till Raseborg. 
Gråbölefjärden och Ervastoviken separerade Gråböle från resten av Finby. Gråböle är alltså en exklav i Finby. Byn är i huvudsak en sandås med en djup dal i norr och söder. Den permanenta bosättningen och jordbruken finns i dalarna. Längs havsstränderna har det byggts sommarstugor. Utanför byn ligger den lilla ön Kiriholmen.
Gråböles tidigare stomgård är nu församlingarnas lägergård Reila.